# Кордула
Кордула (Cordula; ум. 304 или 451) — дева, мученица Кёльнская, святая Католической церкви, память 22 октября.
Св. Кордула, согласно римскому Мартирологу была спутницей святой Урсулы. Будучи в ужасе от тех наказаний и убийств, которым были подвергнуты иные спутницы св. Урсулы, она скрыла себя. Но на следующий день она устыдилась и открыто исповедала гуннам свою веру, получив последней из всех спутниц св. Урсулы мученический венец.
Как сообщил Альберт Великий со ссылкой на Иоахима Зигхарта 14 февраля 1277 г. во время работ в церкви святого Иоанна Крестителя в Кёльне, было обретено тело св. Кордулы, которое благоухало и на челе которого было написано: «Кордула, королева и Дева». Позже тело святой было перенесено в Кёнигсвинтер и Римини. Считается, что глава св. Кордулы пребывает в соборе Паленсии.
В честь святой Кордулы назван астероид (940) Кордула, открытый в 1920 году.

## Источник
- Ekkart Sauser: Cordula. In: Biographisch-Bibliographisches Kirchenlexikon (BBKL). Band 17, Herzberg 2000, ISBN 3-88309-080-8, Sp. 243–244.